# 阿托霍博
阿托霍博（西班牙語：Hato Jobo），是巴拿馬的城鎮，位於該國西北部，由恩戈貝-布格雷特區的米羅諾區負責管轄，面積31.1平方公里，海拔高度580米，2010年人口1,393，人口密度每平方公里44.8人。